# Tutong
Tutong är en distriktshuvudort i Brunei. Den ligger i distriktet Tutong, i den norra delen av landet. Tutong ligger 7 meter över havet och antalet invånare är 19 151.
Terrängen runt Tutong är platt..
I omgivningarna runt Tutong växer i huvudsak städsegrön lövskog.